# Bazoilles-et-Ménil
Pour les articles homonymes, voir Bazoilles et Mesnil.
Bazoilles-et-Ménil est une commune française située dans le département des Vosges, en région Grand Est.
Ses habitants sont appelés les Bazoillais.

## Géographie

### Localisation
La commune est à 2,0 km de Rozerotte et Le Ménil, et 3 de Hymont.

### Sismicité
Commune située dans une zone 2 de sismicité faible.

### Climat
Pour des articles plus généraux, voir Climat du Grand Est et Climat des Vosges.
En 2010, le climat de la commune est de type climat des marges montargnardes, selon une étude du Centre national de la recherche scientifique s'appuyant sur une série de données couvrant la période 1971-2000. En 2020, Météo-France publie une typologie des climats de la France métropolitaine dans laquelle la commune est dans une zone de transition entre le climat océanique altéré et le climat océanique altéré et est dans la région climatique  Lorraine, plateau de Langres, Morvan, caractérisée par un hiver rude (1,5 °C), des vents modérés et des brouillards fréquents en automne et hiver. 
Pour la période 1971-2000, la température annuelle moyenne est de 9,6 °C, avec une amplitude thermique annuelle de 17 °C. Le cumul annuel moyen de précipitations est de 981 mm, avec 12,9 jours de précipitations en janvier et 9,8 jours en juillet. Pour la période 1991-2020, la température moyenne annuelle observée sur la station météorologique de Météo-France la plus proche, « Mirecourt-inra », sur la commune de Mirecourt à 5 km à vol d'oiseau, est de 10,4 °C et le cumul annuel moyen de précipitations est de 824,3 mm. 
La température maximale relevée sur cette station est de 39,5 °C, atteinte le 25 juillet 2019 ; la température minimale est de −19,5 °C, atteinte le 20 décembre 2009,,. 
Les paramètres climatiques de la commune ont été estimés pour le milieu du siècle (2041-2070) selon différents scénarios d'émission de gaz à effet de serre à partir des nouvelles projections climatiques de référence DRIAS-2020. Ils sont consultables sur un site dédié publié par Météo-France en novembre 2022.

### Hydrographie et les eaux souterraines
Hydrogéologie et climatologie : Système d’information pour la gestion des eaux souterraines du bassin Rhin-Meuse :
Territoire communal : Occupation du sol (Corinne Land Cover); Cours d'eau (BD Carthage),
Géologie : Carte géologique; Coupes géologiques et techniques,
 Hydrogéologie : Masses d'eau souterraine; BD Lisa; Cartes piézométriques.

#### Réseau hydrographique
La commune est située dans le bassin versant du Rhin au sein du bassin Rhin-Meuse. Elle est drainée par la ruisseau la Saule, le ruisseau de Bazoilles et le ruisseau de la Fontaine Flippe,.
La ruisseau la Saule, d'une longueur totale de 14 km, prend sa source dans la commune de La Neuveville-sous-Montfort et se jette  dans le Madon à Mattaincourt, après avoir traversé six communes.

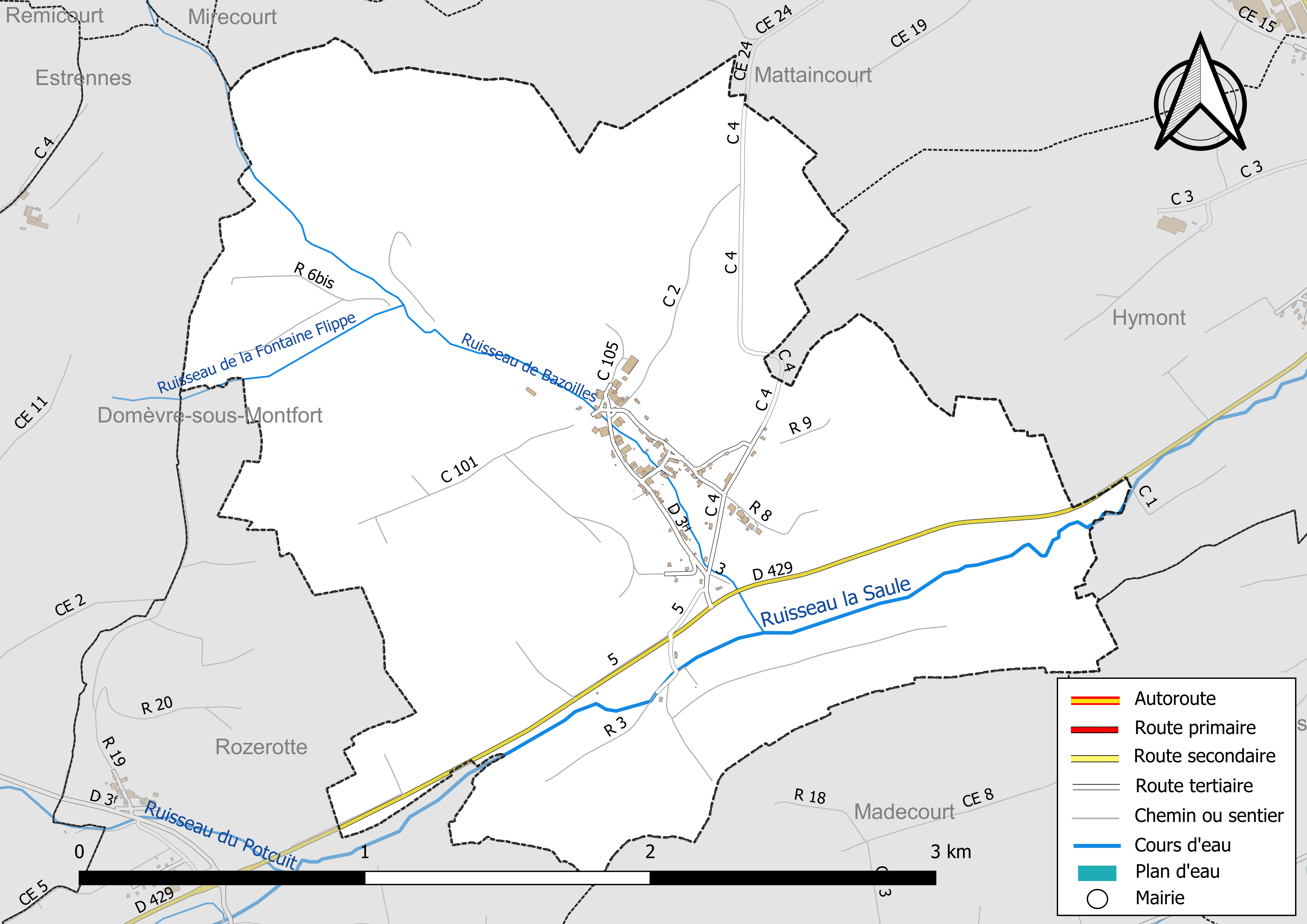
Réseaux hydrographique et routier de Bazoilles-et-Ménil.

#### Gestion et qualité des eaux
Le territoire communal est couvert par le schéma d'aménagement et de gestion des eaux (SAGE) « Nappe des Grès du Trias Inférieur ». Ce document de planification, dont le territoire comprend le périmètre de la zone de répartition des eaux de la nappe des Grès du trias inférieur (GTI), d'une superficie de 1 497 km2,  est en cours d'élaboration. L’objectif poursuivi est de stabiliser les niveaux piézométriques de la nappe des GTI et atteindre l'équilibre entre les prélèvements et la capacité de recharge de la nappe. Il doit être cohérent avec les objectifs de qualité définis dans les SDAGE Rhin-Meuse et Rhône-Méditerranée. La structure porteuse de l'élaboration et de la mise en œuvre est le conseil départemental des Vosges.
La qualité des eaux de baignade et des cours d’eau peut être consultée sur un site dédié géré par les agences de l’eau et l’Agence française pour la biodiversité.

### Voies de communications et transports

#### Voies routières
- D429 vers Hymont, Roserotte, Le Ménil.

#### Transports en commun
- Fluo Grand Est.
- A31 : Échangeurs Châtenois et Bulgnéville.

##### SNCF

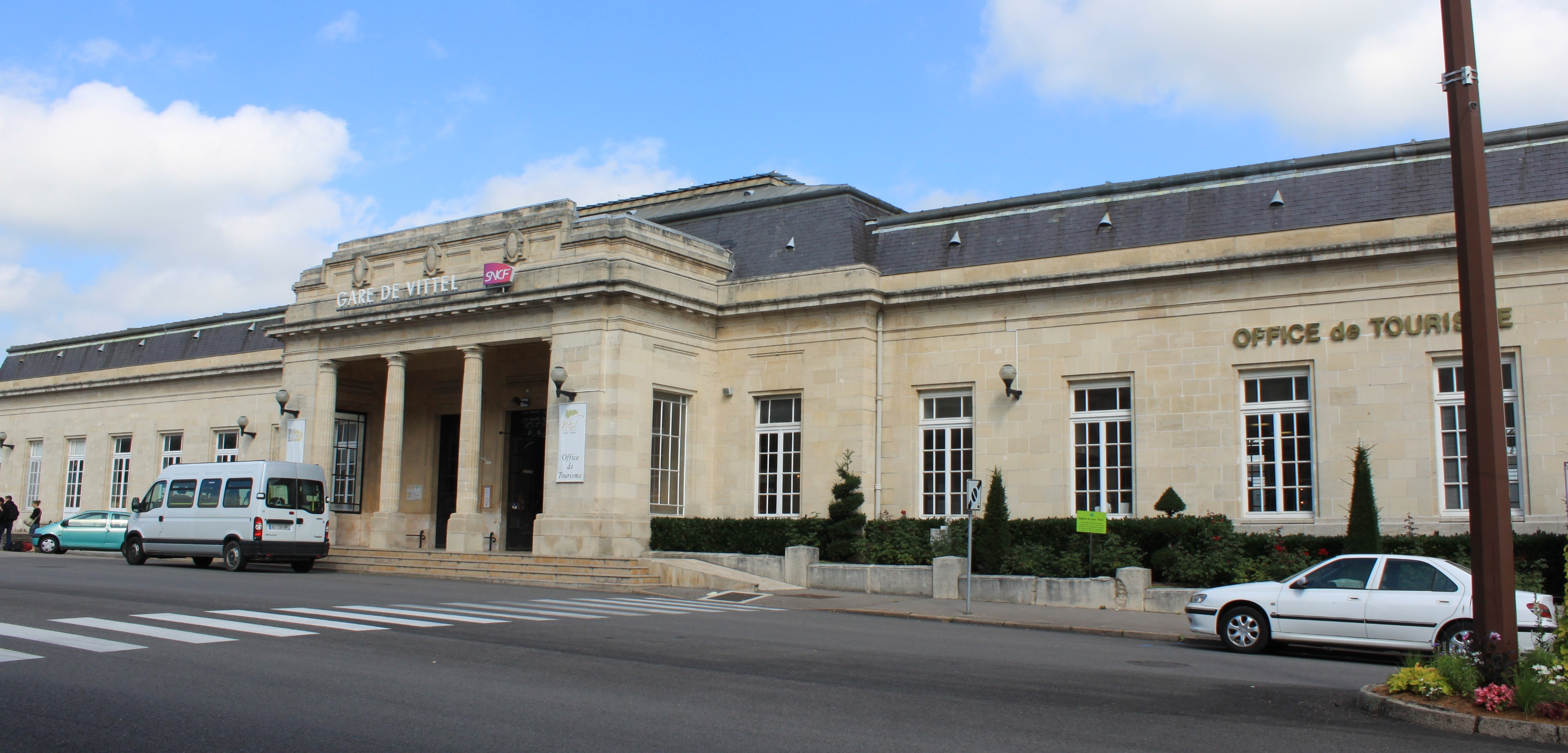
Gare de Vittel.

- Gare d'Hymont - Mattaincourt,
- Gare de Mirecourt,
- Gare de Vittel,
- Gare de Contrexéville,
- Gare de Charmes.

### Intercommunalité
Commune membre de la Communauté de communes Terre d'Eau.

## Urbanisme

### Typologie
Au 1er janvier 2024, Bazoilles-et-Ménil est catégorisée commune rurale à habitat dispersé, selon la nouvelle grille communale de densité à sept niveaux définie par l'Insee en 2022.
Elle est située hors unité urbaine. Par ailleurs la commune fait partie de l'aire d'attraction de Mirecourt, dont elle est une commune de la couronne,. Cette aire, qui regroupe 33 communes, est catégorisée dans les aires de moins de 50 000 habitants,.

### Occupation des sols
L'occupation des sols de la commune, telle qu'elle ressort de la base de données européenne d’occupation biophysique des sols Corine Land Cover (CLC), est marquée par l'importance des territoires agricoles (75,4 % en 2018), une proportion identique à celle de 1990 (75,4 %). La répartition détaillée en 2018 est la suivante : 
zones agricoles hétérogènes (53,9 %), forêts (24,6 %), prairies (17,8 %), terres arables (3,7 %). L'évolution de l’occupation des sols de la commune et de ses infrastructures peut être observée sur les différentes représentations cartographiques du territoire : la carte de Cassini (XVIIIe siècle), la carte d'état-major (1820-1866) et les cartes ou photos aériennes de l'IGN pour la période actuelle (1950 à aujourd'hui).

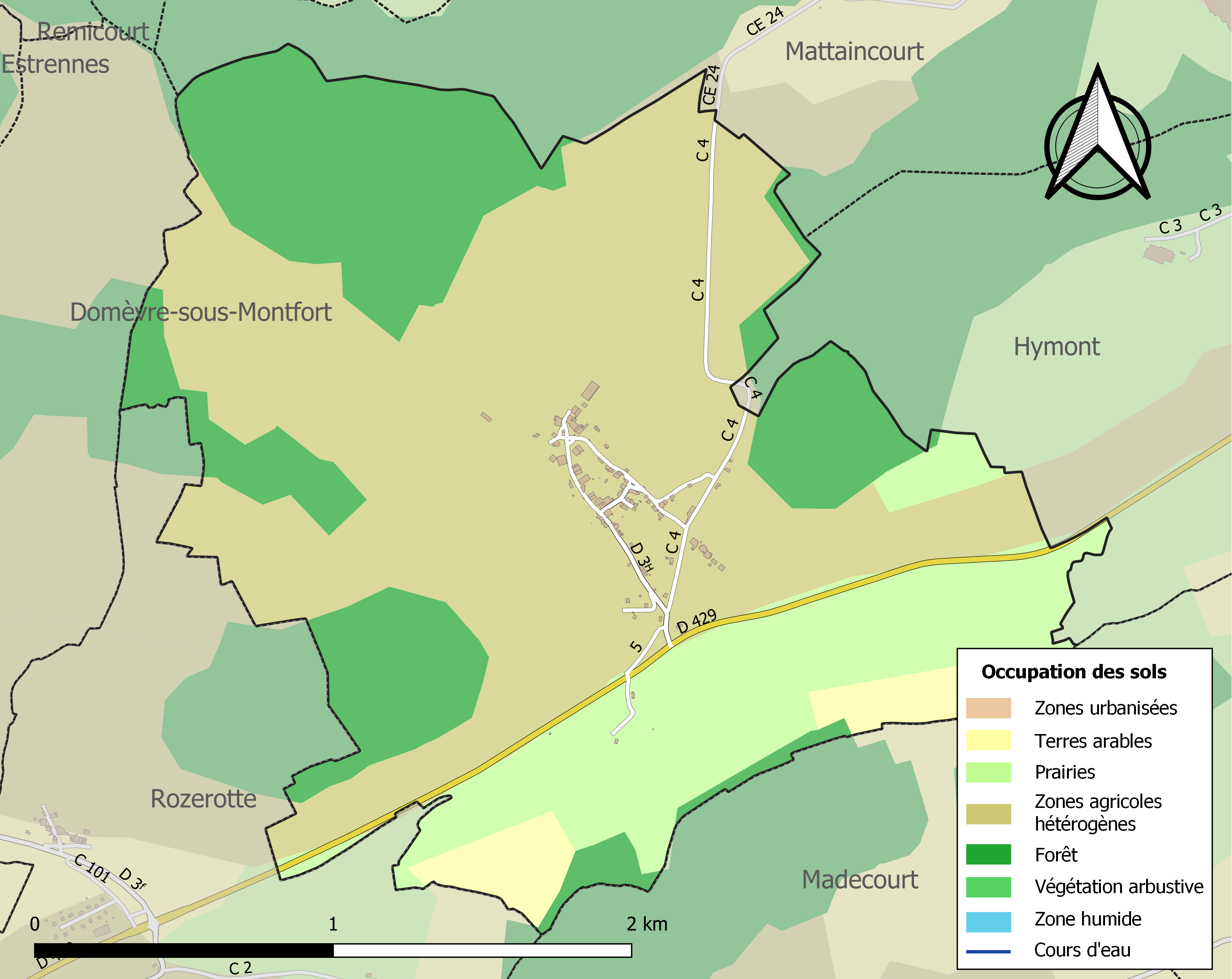
Carte des infrastructures et de l'occupation des sols de la commune en 2018 (CLC).

## Toponymie
Le nom de la localité est attesté sous les formes De Basilidis, Basilicas (Xe siècle) ; Bazolles (1247) ; El ban de Bazoilles (1260) ; Bazailles (1295) ; Basoille (XIIIe siècle) ; Baisoilles (1309) ; Basalles (XIVe siècle) ; Basoiles (XIVe siècle) ; De Bassoliis, Bazoilliis (1402) ; Baizoilles (1440) ; « Eccl. de Bazoliis prope Mircuriam » (1538) ; Bazailles (1594) ; Bazoille et les Mesnil (1628) ; Bazaille les Mesnil (1716) ; Bazoille-le-Ménil (1751) ; Bazolium (1768).

*Baseille, passé à *bazoille, pluriel de l'oïl *baseille « église ».
Ménil est attesté sous les formes Mesnil delez Domevre (1254) ; Les Mesnilz (XVIe siècle) ; Le Ménil-lès-Bazoille (1753) ; Petit Ménil (XVIIIe siècle) ; Petit Mesnil (XIXe siècle).

Ménil de l'ancien français mesnil, autrefois, petite ferme, petite habitation de campagne.

## Histoire
La première mention du toponyme Bazoilles date du Xe siècle. L'étymon en est basilica, terme d’origine grecque qui désignait en latin médiéval un monument érigé en mémoire d'un martyr et généralement dépositaire de reliques.
Le village de Bazoilles comprenait deux seigneuries distinctes, l'une dite Ban Saint Pierre - qui appartenait aux dames de Remiremont - l'autre Boulac - qui appartenait au comté de Ravenel. Aujourd'hui encore, le village est partagé en deux rues, rue Saint-Pierre et rue Boulac.
Sous l'Ancien Régime, Bazoilles-]-Ménil appartenait au bailliage de Mirecourt. De 1790 à l'an IX, la commune fait partie du canton de Valfroicourt.
L'adjonction de Ménil - qui apparaît vers 1628 - a permis de distinguer le village de Bazoilles-sur-Meuse. Cependant, ce nom n'a plus de réalité depuis la loi du 21 juillet 1839 qui a distrait la section de Ménil pour la rattacher à la commune de Rozerotte.
Deux habitants ont par ailleurs été admis parmi les 4281 Justes parmi les nations de France pour avoir sauvé des personnes juives persécutées par le régime nazi et le gouvernement de Vichy :
- - Marie-Berthe Durant,
  - Marie-Louise Durant-Pardonnet-Cousot.

Vues historiques.
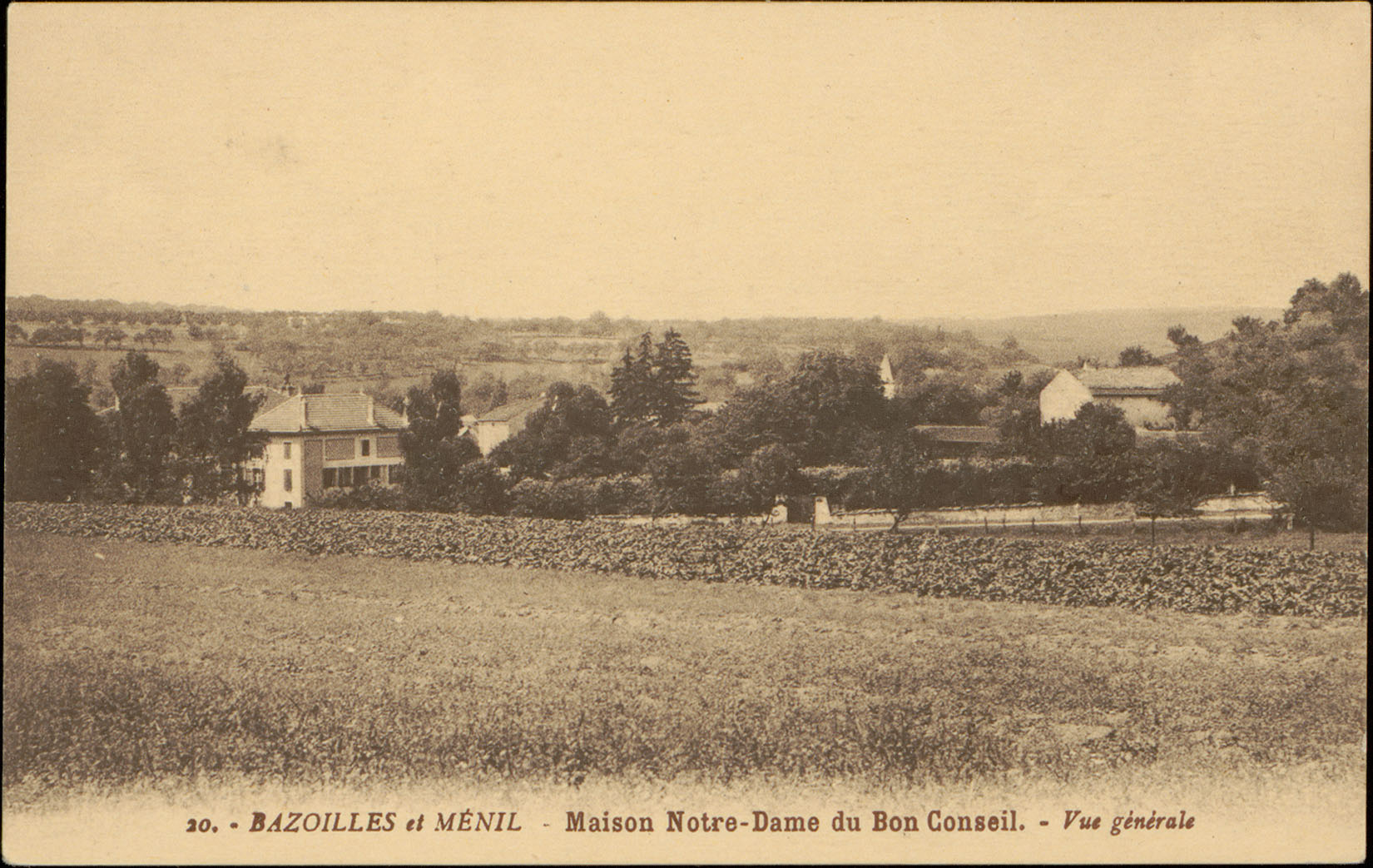
Vue générale.
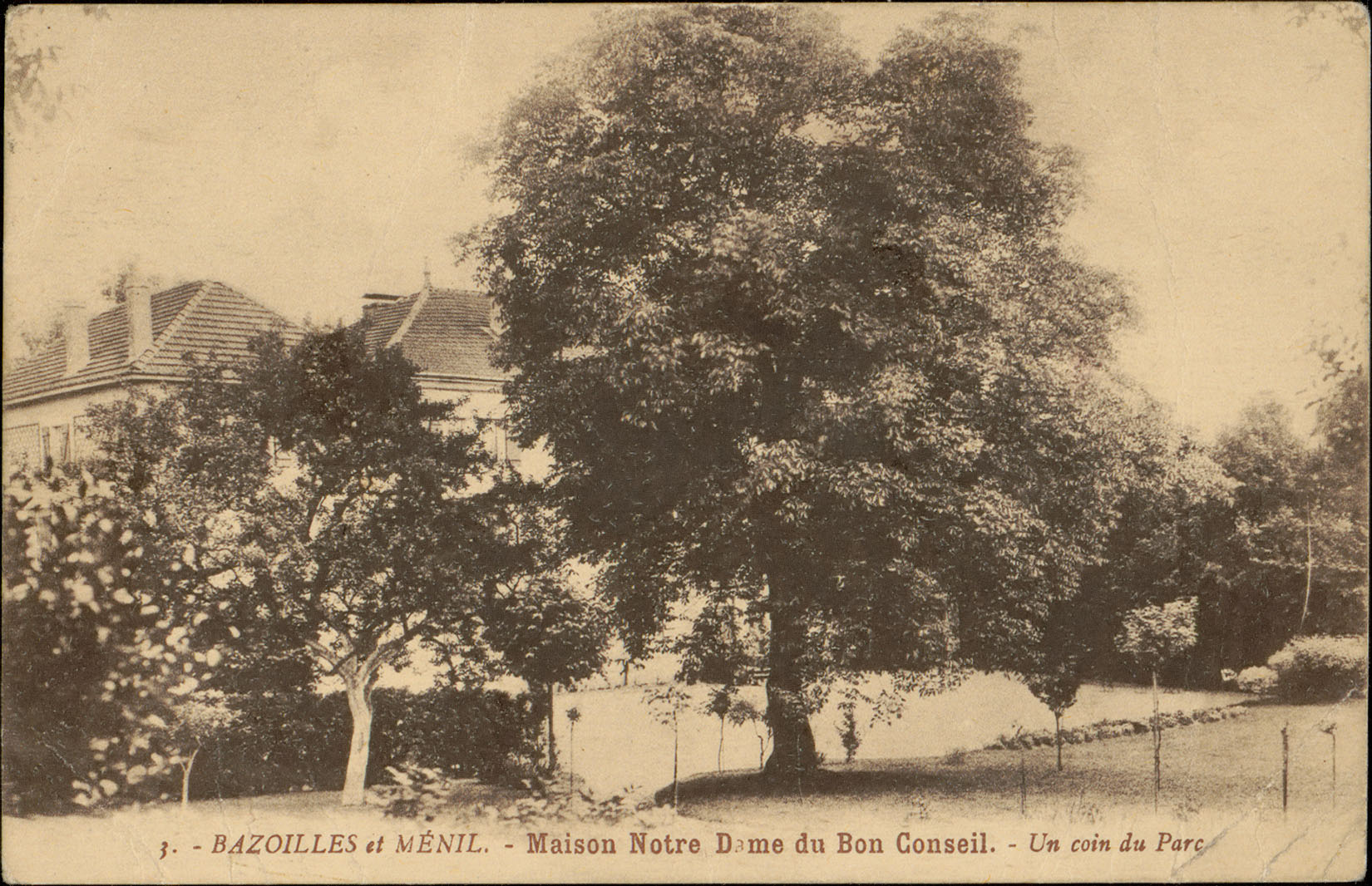
Maison Notre-Dame du Bon Conseil. Un coin du parc.
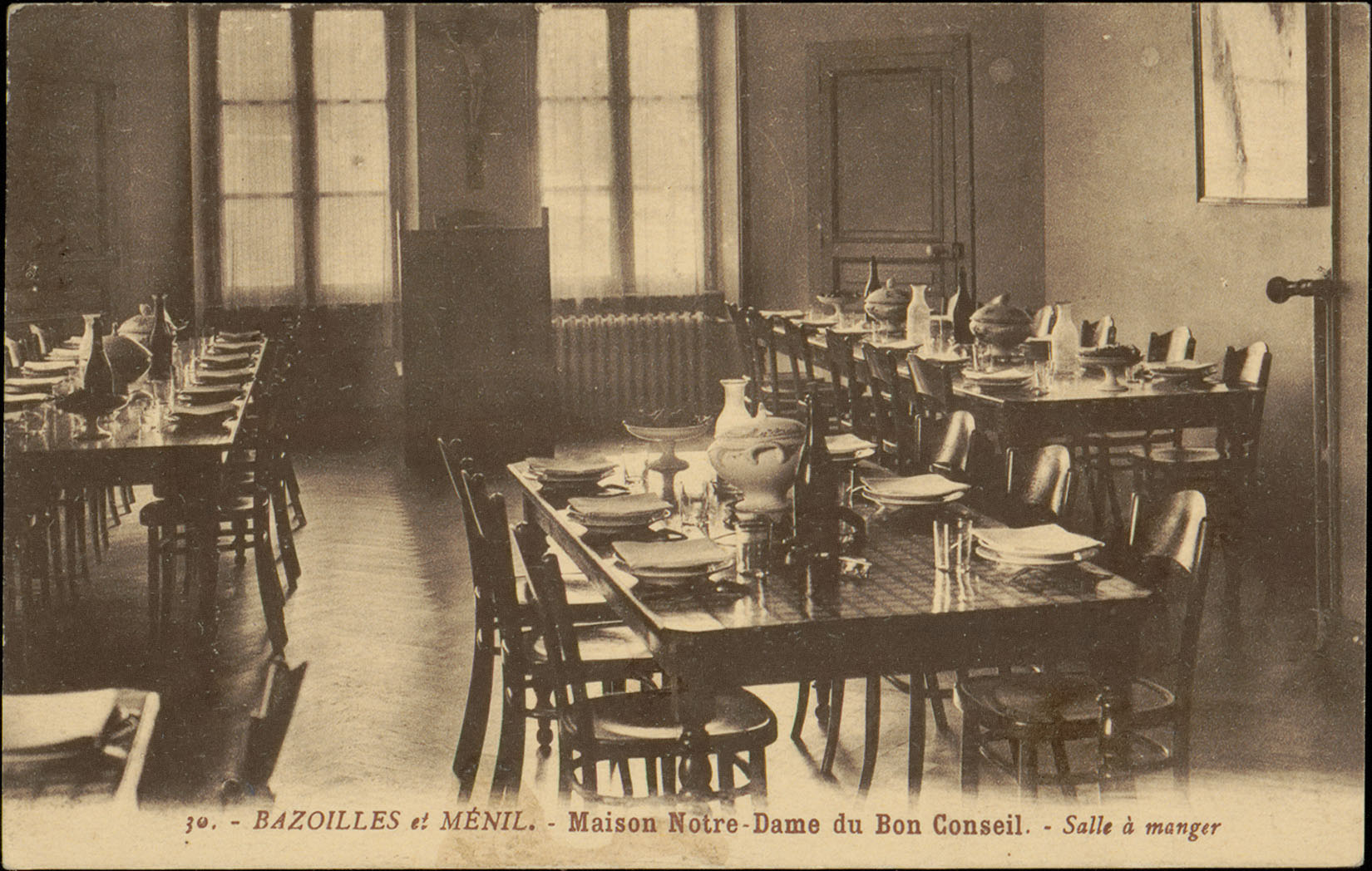
Maison Notre-Dame du Bon Conseil. Salle à Manger.

## Politique et administration
| Période                                  | Période                       | Identité       | Étiquette | Qualité |
| ---------------------------------------- | ----------------------------- | -------------- | --------- | ------- |
| Les données manquantes sont à compléter. |                               |                |           |         |
| Avant mars 2001                          | En cours (au 18 février 2015) | Bernard Gérard |           |         |

### Budget et fiscalité 2022

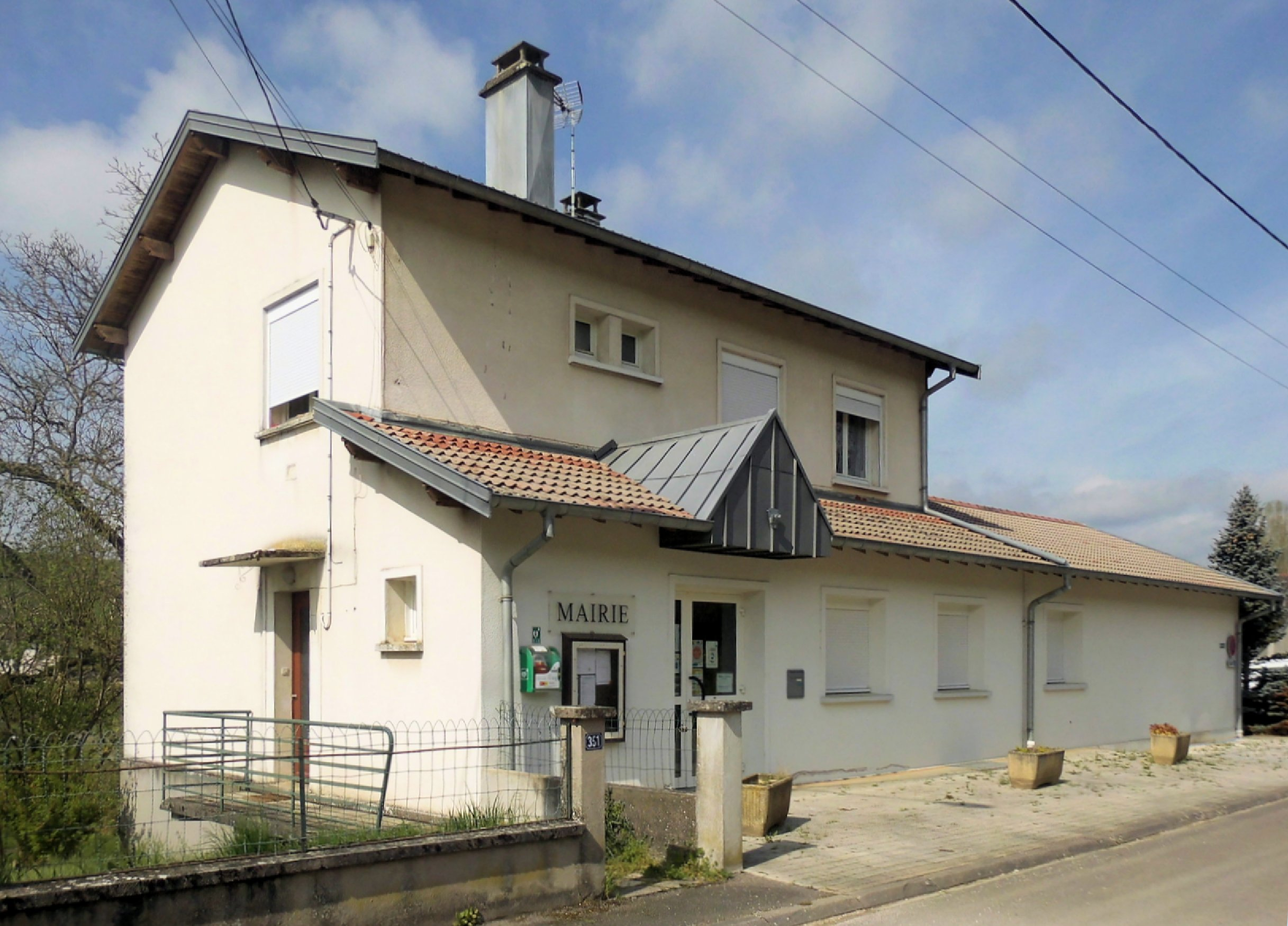
La mairie.

En 2022, le budget de la commune était constitué ainsi :
- total des produits de fonctionnement : 128 000 €, soit 1 129 € par habitant ;
- total des charges de fonctionnement : 79 000 €, soit 700 € par habitant ;
- total des ressources d'investissement : 82 000 €, soit 724 € par habitant ;
- total des emplois d'investissement : 152 000 €, soit 1 348 € par habitant ;
- endettement : 18 000 €, soit 163 € par habitant.

Avec les taux de fiscalité suivants :
- taxe d'habitation : 23,64 % ;
- taxe foncière sur les propriétés bâties : 39,72 % ;
- taxe foncière sur les propriétés non bâties : 21,35 % ;
- taxe additionnelle à la taxe foncière sur les propriétés non bâties : 38,75 % ;
- cotisation foncière des entreprises : 18,37 %.

Chiffres clés Revenus et pauvreté des ménages en 2021 : médiane en 2021 du revenu disponible, par unité de consommation : 22 460 €.

## Population et société

### Démographie

#### Évolution démographique
L'évolution du nombre d'habitants est connue à travers les recensements de la population effectués dans la commune depuis 1793. Pour les communes de moins de 10 000 habitants, une enquête de recensement portant sur toute la population est réalisée tous les cinq ans, les populations de référence des années intermédiaires étant quant à elles estimées par interpolation ou extrapolation. Pour la commune, le premier recensement exhaustif entrant dans le cadre du nouveau dispositif a été réalisé en 2008.

En 2022, la commune comptait 115 habitants, en évolution de −2,54 % par rapport à 2016 (Vosges : −2,96 %, France hors Mayotte : +2,11 %).
| 1793 | 1800 | 1806 | 1821 | 1831 | 1836 | 1841 | 1846 | 1856 |
| ---- | ---- | ---- | ---- | ---- | ---- | ---- | ---- | ---- |
| 281  | 282  | 322  | 323  | 365  | 368  | 352  | 351  | 322  |

| 1861 | 1866 | 1876 | 1881 | 1886 | 1891 | 1896 | 1901 | 1906 |
| ---- | ---- | ---- | ---- | ---- | ---- | ---- | ---- | ---- |
| 313  | 308  | 303  | 298  | 268  | 266  | 254  | 229  | 210  |

| 1911 | 1921 | 1926 | 1931 | 1936 | 1946 | 1954 | 1962 | 1968 |
| ---- | ---- | ---- | ---- | ---- | ---- | ---- | ---- | ---- |
| 199  | 158  | 166  | 153  | 157  | 168  | 176  | 165  | 174  |

| 1975 | 1982 | 1990 | 1999 | 2006 | 2008 | 2013 | 2018 | 2022 |
| ---- | ---- | ---- | ---- | ---- | ---- | ---- | ---- | ---- |
| 183  | 199  | 178  | 122  | 118  | 117  | 123  | 110  | 115  |

### Enseignement
Établissements d'enseignements :
- Écoles maternelles et primaires de Hymont, Mattaincourt, Mirecourt, Remoncourt,
- Collèges à Mirecourt, Dompaire, Vittel, Mandres-sur-Vair, Contrexéville,
- Lycées à Mirecourt, Harol, Mandres-sur-Vair, Contrexéville.

### Santé
Professionnels et établissements de santé : 
- Médecins à Mattaincourt, Mirecourt, Remoncourt, Dompaire, Vittel,
- Pharmacies à Mattaincourt, Mirecourt, Remoncourt, Dompaire, Vittel,
- Hôpitaux à Mattaincourt, Mirecourt, Ville-sur-Illon.
- Centre hospitalier régional et universitaire de Nancy.

### Cultes
- Culte catholique, Paroisse Saint-Pierre-Fourier[34], Diocèse de Saint-Dié.

## Économie

### Entreprises et commerces

#### Agriculture
- Élevage de vaches laitières.

#### Tourisme
- Gîtes ruraux à Mattaincourt,
- Hébergements et restauration à Mirecourt, Remoncourt.

#### Commerces
- Commerces et services de proximité.

## Culture locale et patrimoine

### Lieux et monuments

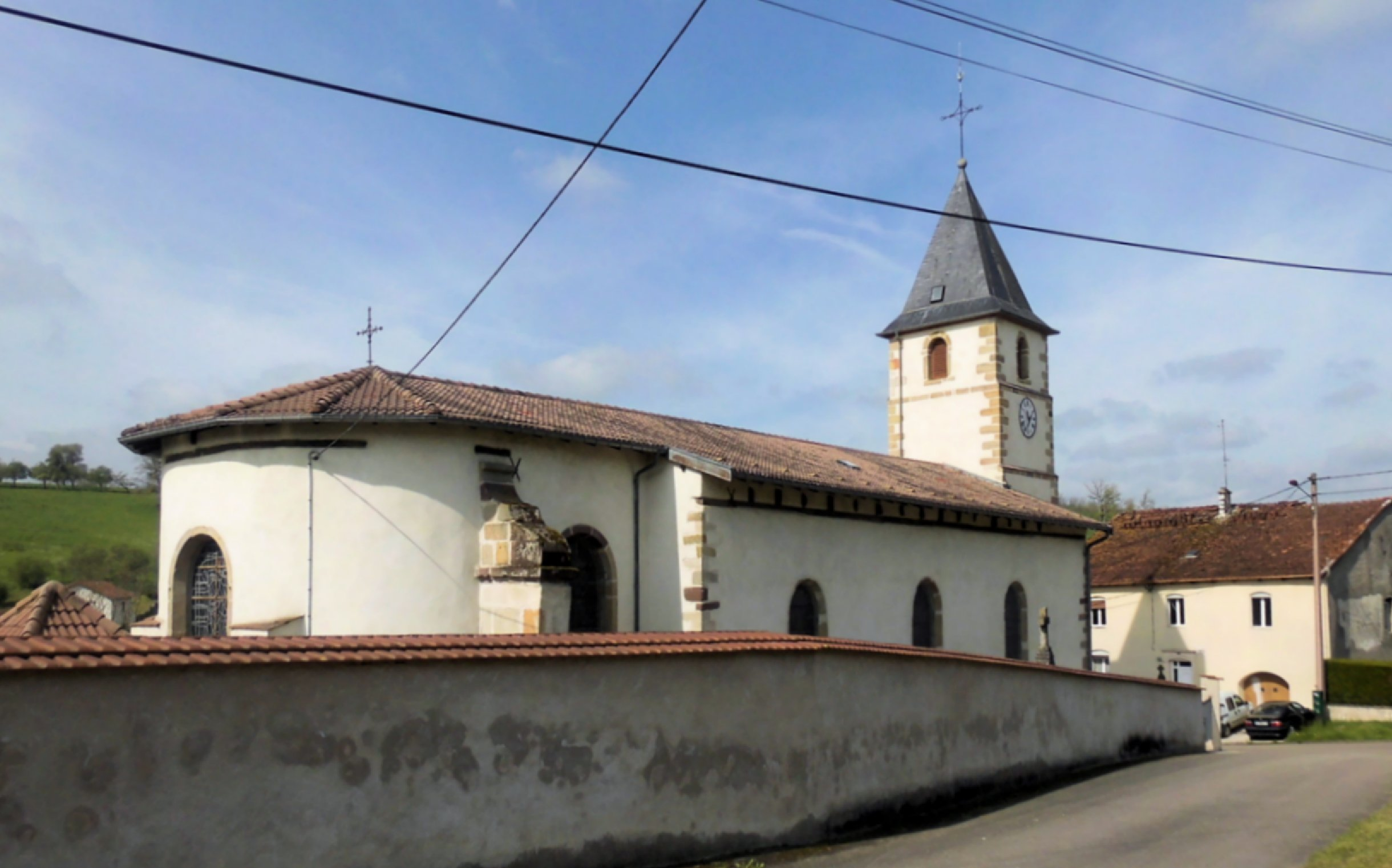
Église Saint-Remy.
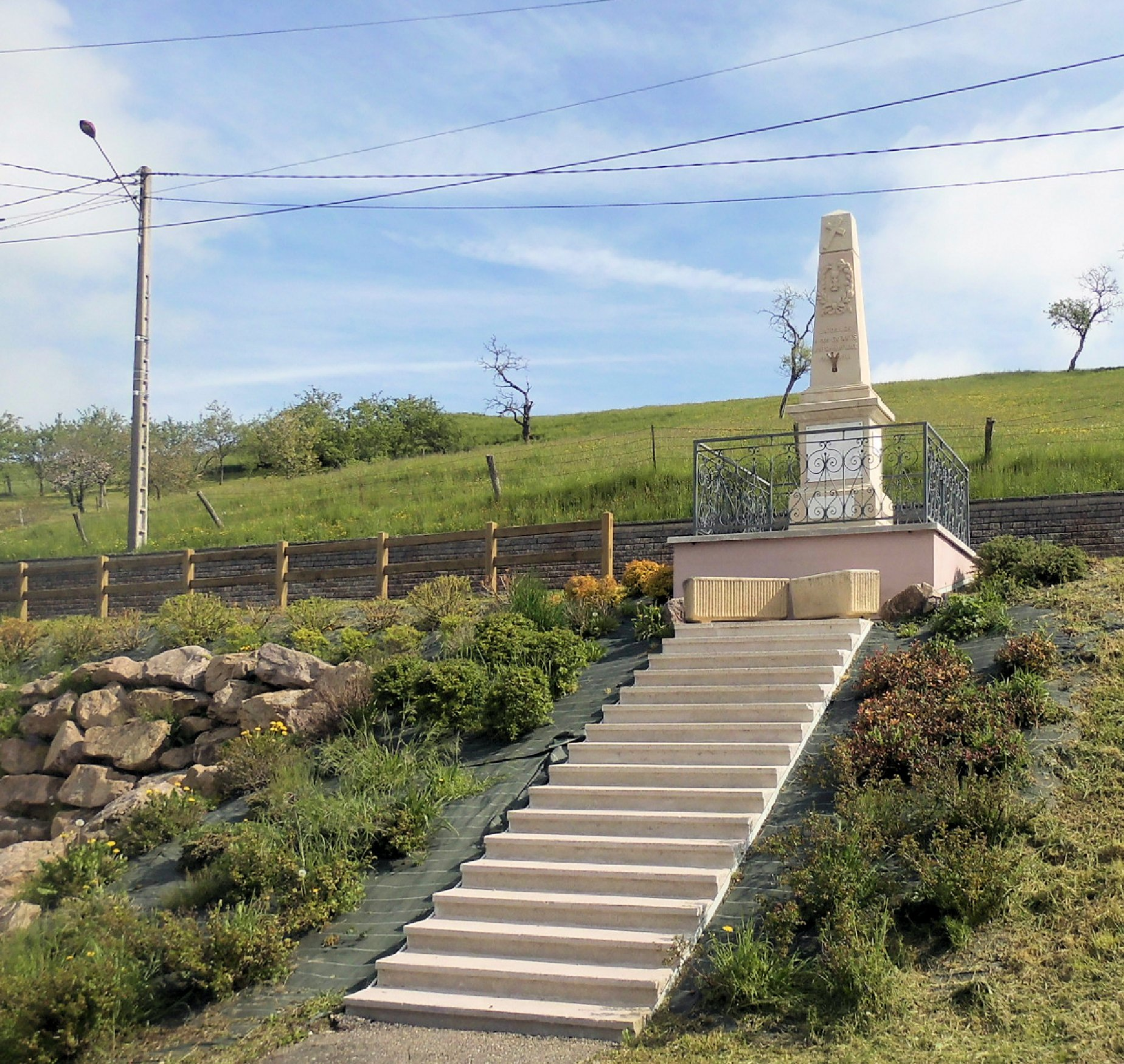
Monument aux morts.

- L'église Saint-Remy.

L'église actuelle date du milieu du XVIIe siècle. Dédiée à saint Remi, elle relevait du diocèse de Toul, doyenné de Porsas.
- Les objets mobiliers, statues :

Vierge à l'Enfant,.
Sainte Barbe,
Saint Sébastien.
- Monument aux morts[39].
- Croix de chemin[40].
- Maison des retraites spirituelles; Maison Notre Dame du Bon Conseil, L'allée des tilleuls, Chapelle Notre-Dame du Bon Conseil[41].
- Lavoirs[42].

## Pour approfondir